# Křižovnické náměstí
Křižovnické náměstí (německy Kreuzherrenplatz) v Praze se rozkládá na staroměstském (pravém) břehu Vltavy v těsném sousedství Karlova mostu na Královské cestě. Patří k nejmenším náměstím v Praze, vzhledem k tomu, že přes něj přechází Královská cesta, se řadí k nejvíce navštěvovaným místům hlavního města. Ve středověku zde protékalo rameno Vltavy oddělující Křižovnický ostrov, ze kterého byl v 19. století sklenut oblouk na staroměstský břeh, čímž se zvětšil prostor náměstí o plochu vedle mostecké věže. Ostrov, stejně jako náměstí, se jmenuje podle kláštera rytířského řádu křižovníků na severní straně náměstí, který na tomto ostrově zčásti stojí.
Současná podoba náměstí pochází z roku 1848, kdy bylo rozšířeno a byly zakryty zbývající oblouky Juditina mostu. Basreliéf Bradáče byl přemístěn do dnešní pravobřežní stěny náměstí a byla odhalena socha císaře a krále Karla IV.

## Název a popis

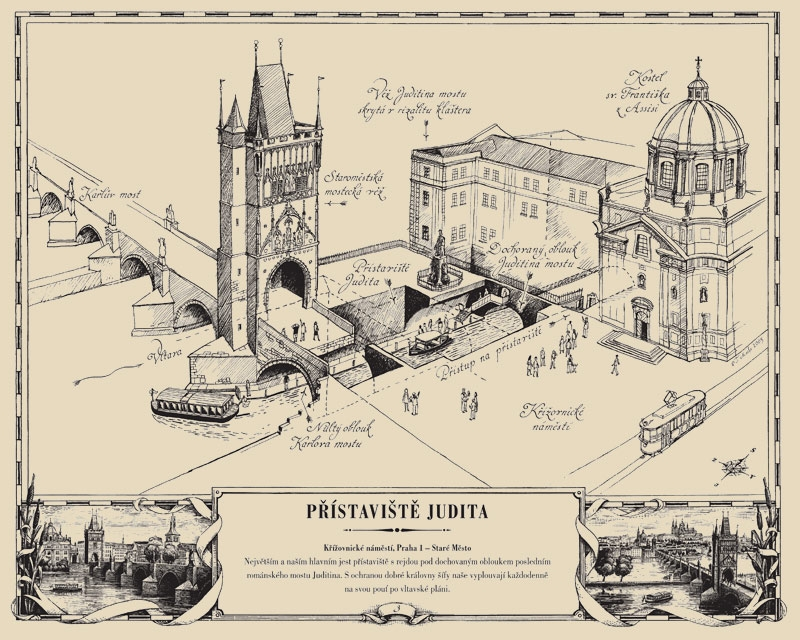
Křížovnické náměstí - řez

Prostranství mezi klášterem křižovnického řádu, který sem přesídlil v roce 1252 a Juditiným, později Karlovým mostem, se nazývalo Mostní náměstí či Mostní plácek. Stávající název platí od roku 1870.

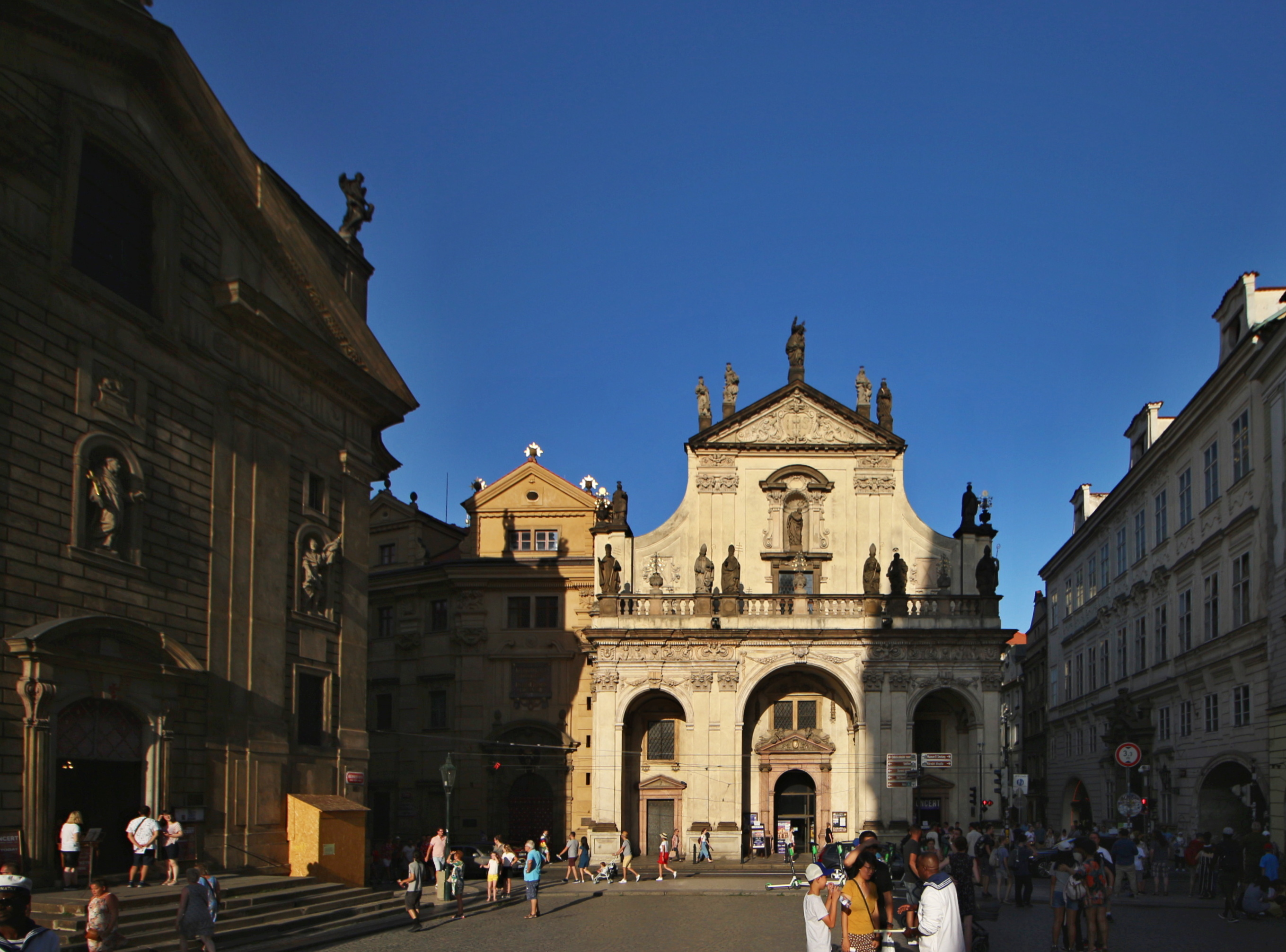
Křižovnické náměstí, vlevo křižovnický kostel sv. Františka, uprostřed kostel Nejsvětějšího Salvátora, vpravo Colloredo-Mansfeldský palác na Královské cestě

Na severní straně náměstí stojí nárožní klášterní kostel svatého Františka z Assisi, stavebně propojený směrem k Vltavě i do Křižovnické ulice s klášterními budovami; nárožní risalit sousední konventní budovy kláštera řádu křižovníků obsahuje zdivo mostní věže zaniklého Juditina mostu. Úzká část náměstí podél budovy kláštera má sníženou úroveň, protože je nesena původním zachovalým obloukem Juditina mostu. Zde se nachází vchod do Muzea Karlova mostu a na přístaviště Pražských Benátek, odkud je vidět nultý oblouk Juditina mostu.
Východní stranu náměstí tvoří průčelí kostela Nejsvětějšího Salvátora, který je součástí areálu pražského Klementina. Podél východní strany vede důležitá dopravní trasa – tramvajová trať podél nábřeží a komunikace silně zatížená automobilovou dopravou.
K dalším dominantám náměstí patří Staroměstská mostecká věž a novogotický pomník Karla IV. zhotovený na žádost představeného Řádu křižovníků Jakoba Bära podle modelu drážďanského sochaře Arnošta Hähnela. Pomník odlil norimberský slévač Jacob Daniel Burgschmiet a měl být odhalen roku 1848 k 500. výročí založení Univerzity Karlovy. Kvůli studentským bouřím během všeslovanského sjezdu však bylo odhalení odloženo, došlo k němu až v lednu 1851.
V ose brány mostecké věže stával v minulosti domek mosteckého úřadu, v němž se vybíralo mýtné za průjezd Karlovým mostem, a tzv. viniční či vinařský sloup, s tordovaným dříkem s reliéfem ovinutých haluzí vinné révy s hrozny; na korintské hlavici sloupu stojí socha sv. Václava ve zbroji. Světec podle legendy vlastníma rukama okopával vinici, sklízel a lisoval víno pro mši. Sloup byl po roce 1860 posunut na severovýchodní stranu náměstí, stojí těsně při konkávně prohnutém nároží křižovnického kostela, naproti vstupu do Klementina. Je to raně barokní dílo Jana Jiřího Bendla z roku 1676.

### Pamětihodnosti
- Klášter křižovníků s červenou hvězdou s barokním kostelem svatého františka z Assisi. Klášterní budovy zaujímají celý blok ohraničený ulicemi Křižovnická, Platnéřská a na západní straně vltavským přístavištěm. Součástí komplexu je také Dívčí katolická škola
- Pomník Karla IV. podle návrhu Ernsta Julia Hähnela z roku 1844
- Kostel nejsvětějšího Salvátora, součást jezuitské koleje Klementina
- Staroměstská mostecká brána
- Královská cesta –  Karlova ulice s Colloredo-Mansfeldským palácem

## Galerie

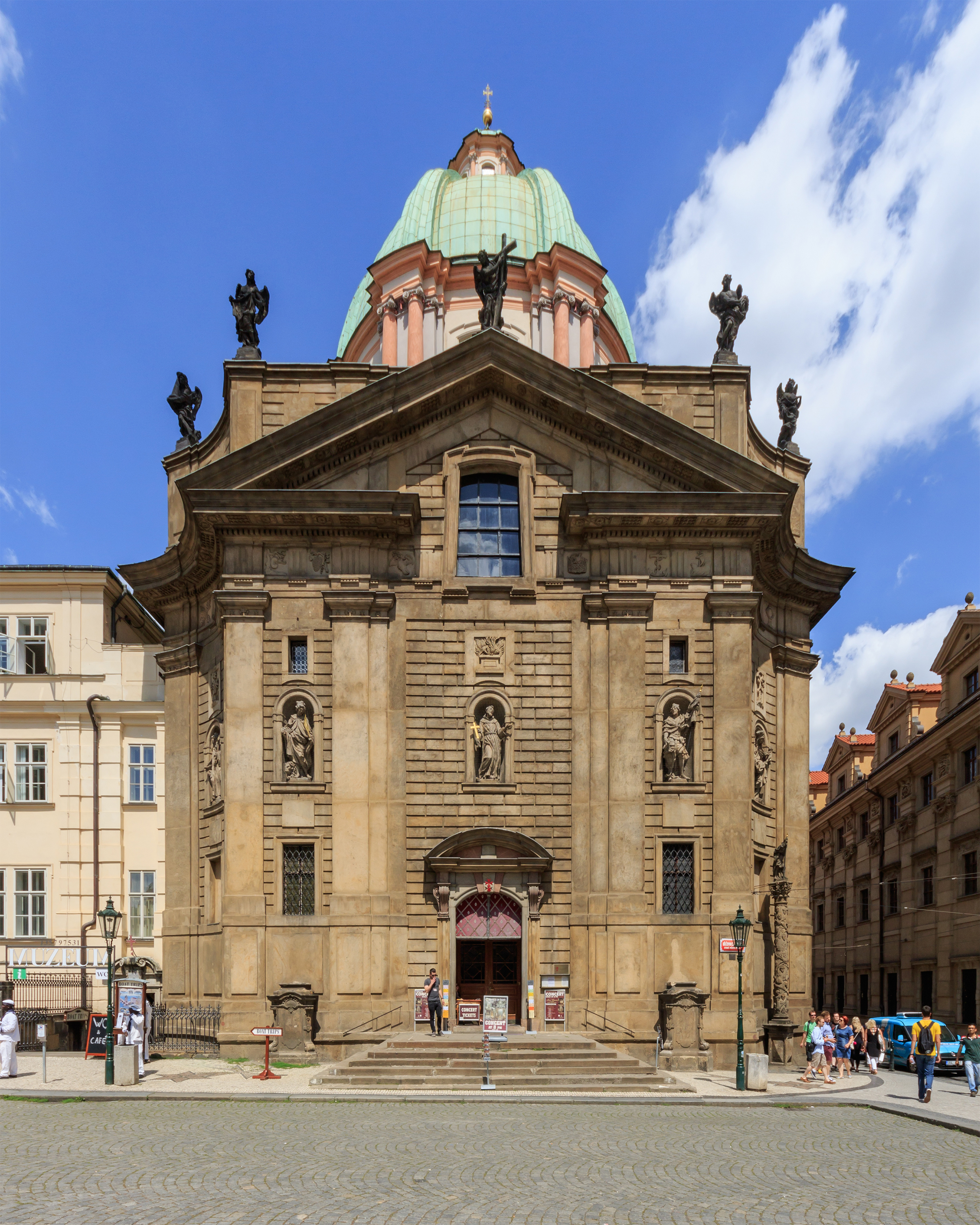
Kostel Svatého Františka z Assisi
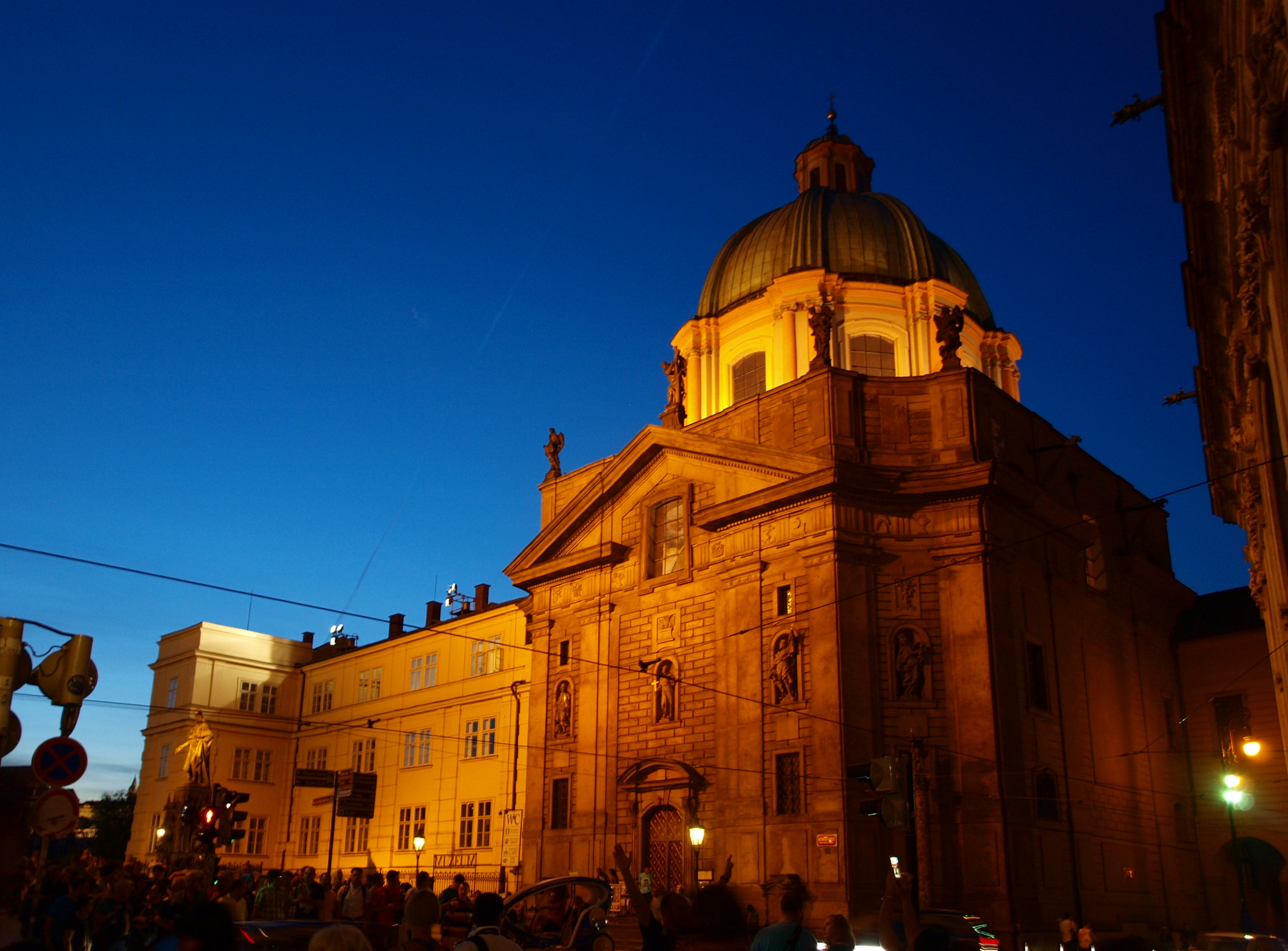
Kostel Svatého Františka z Assisi večer
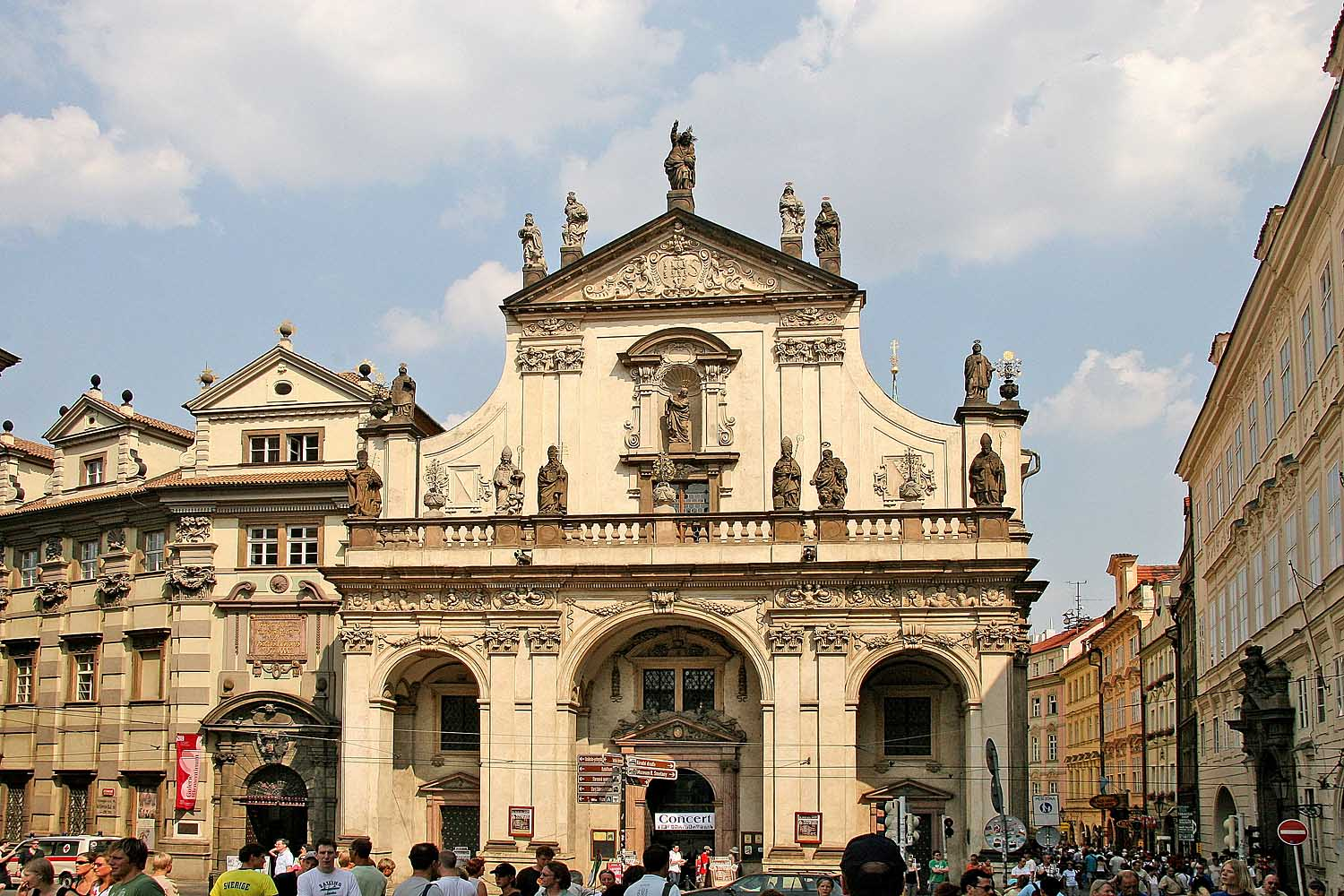
Kostel Nejsvětějšího Salvátora, vlevo vstup do Klementina
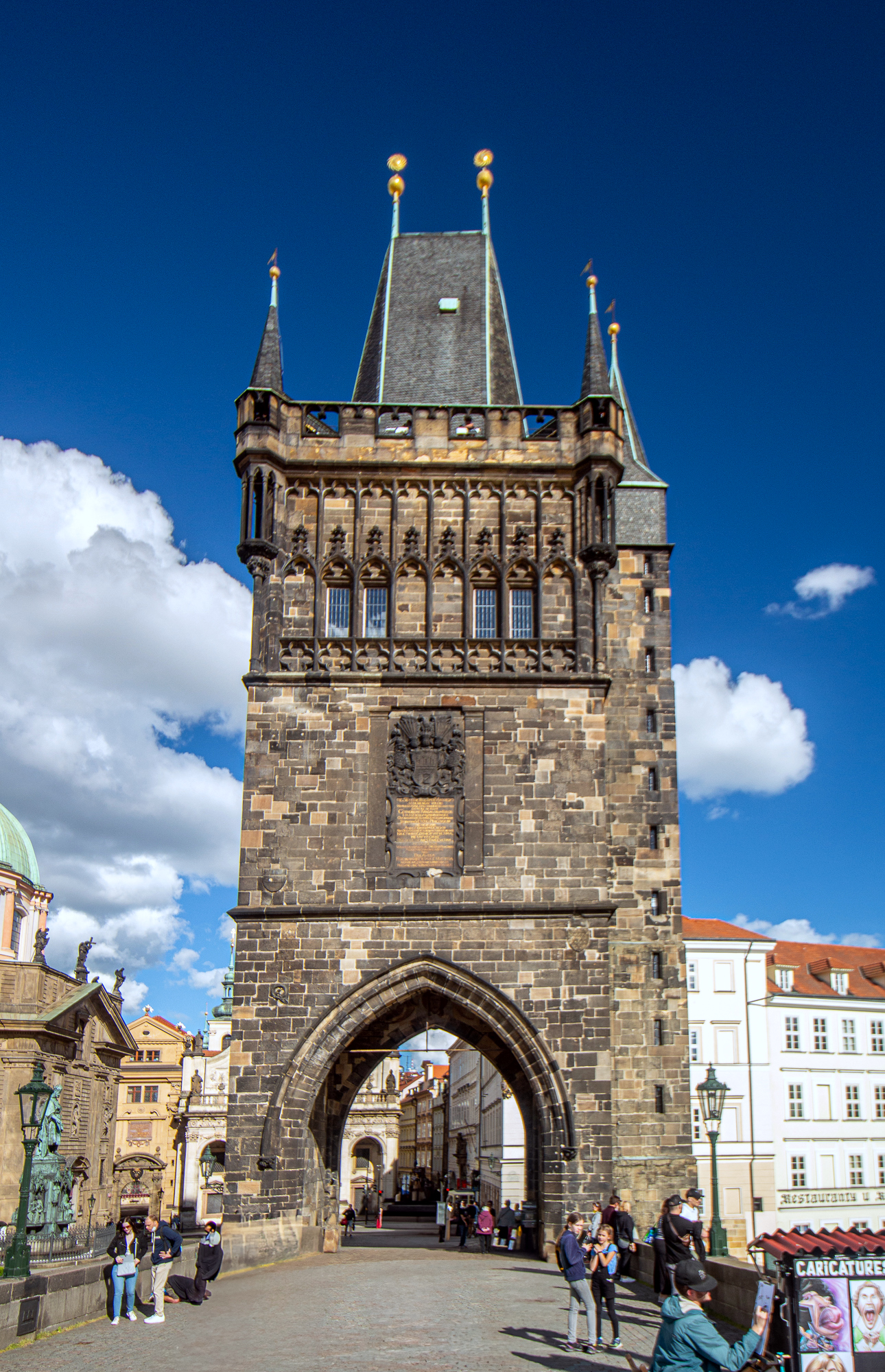
Staroměstská mostecká věž
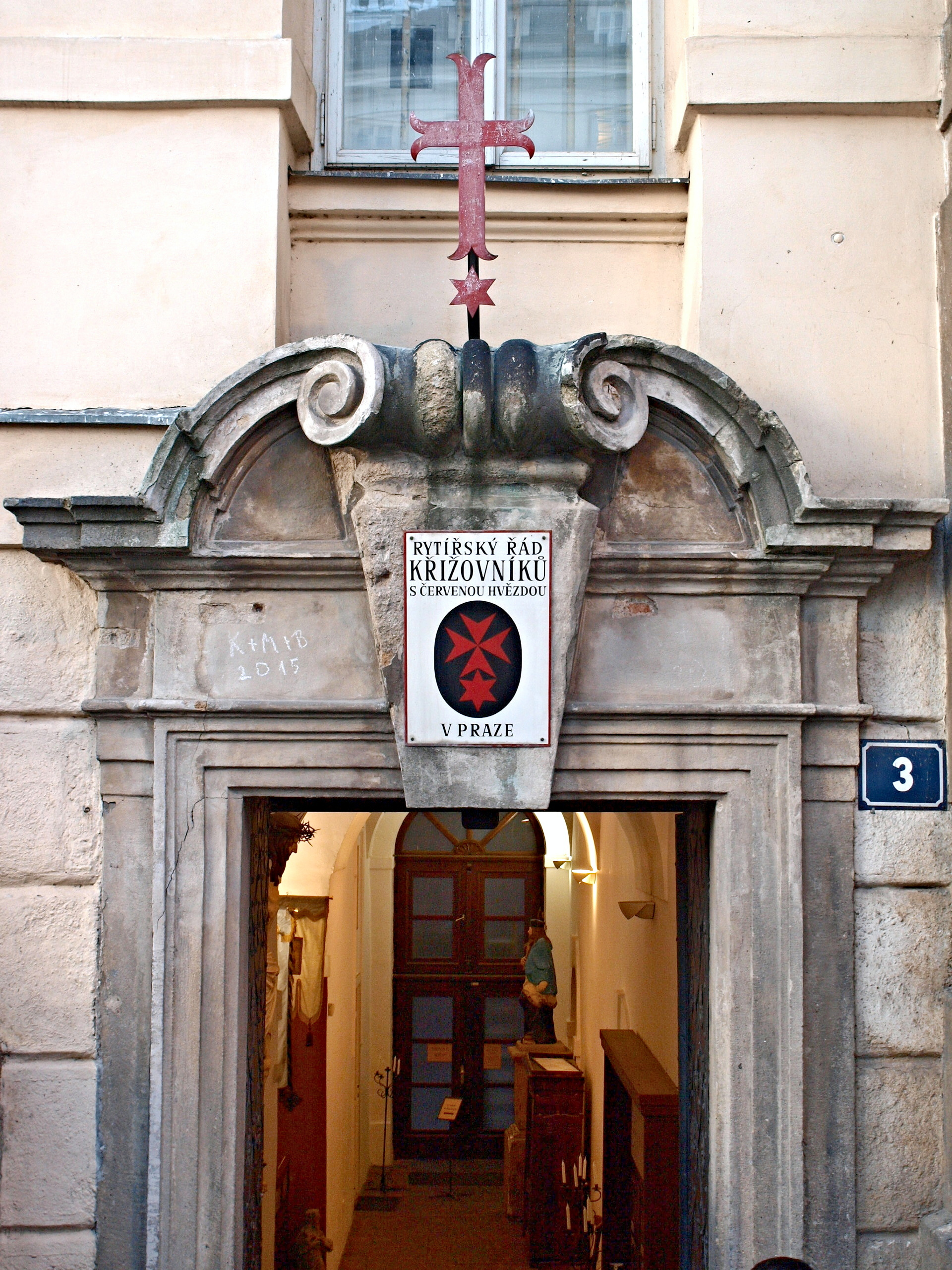
Vstup do sklepení konventu křižovnického řádu s Muzeem Karlova mostu
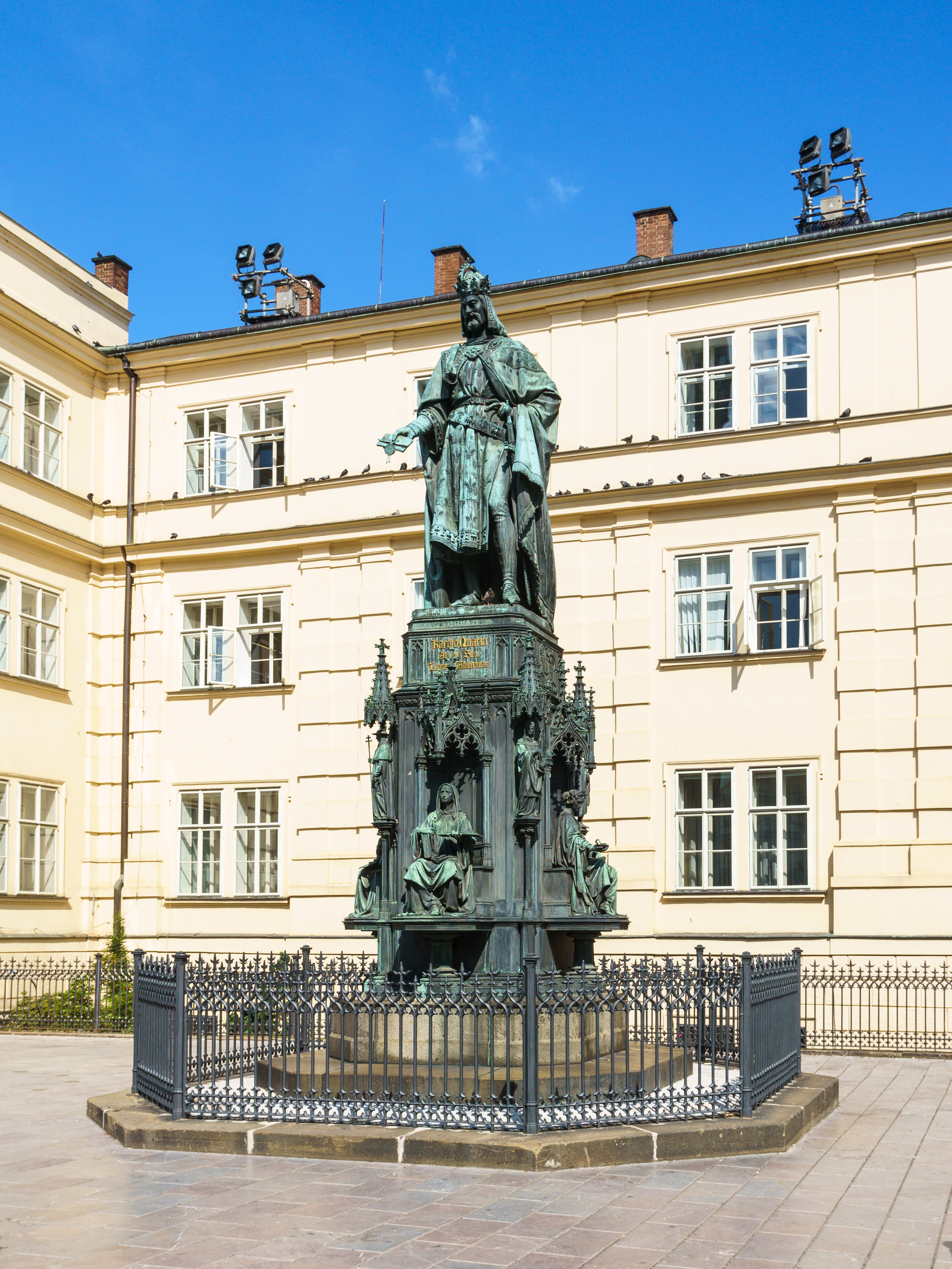
Pomník Karla IV.
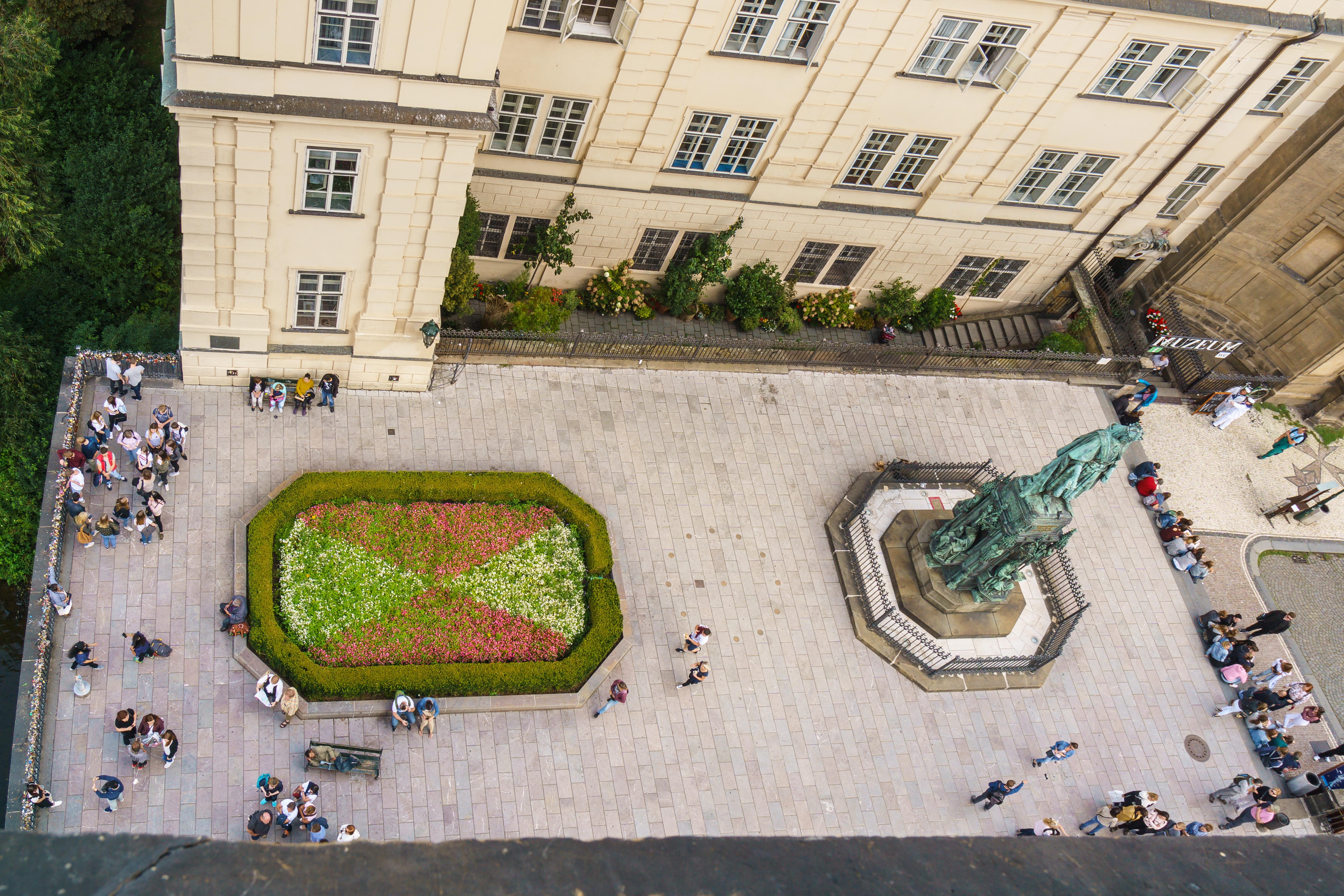
Náměstí z mostecké věže
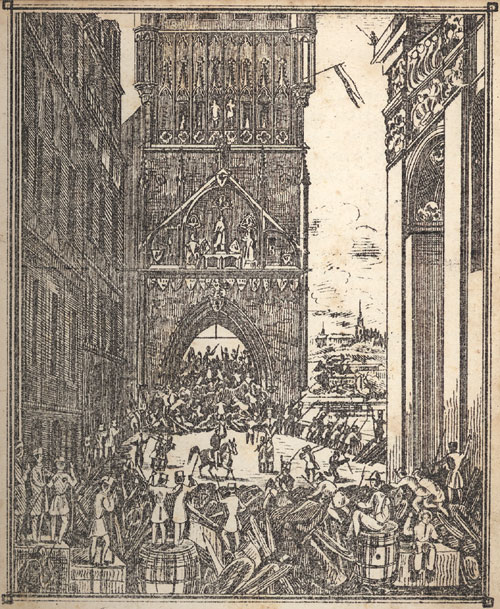
Náměstí během červnových nepokojů v roce 1848